# Maria Antònia Munar
Maria Antònia Munar i Riutort (Barcelona, 16 de marzo de 1955) es una política de las Islas Baleares (España). Entre 1991 y 2007 fue presidenta de su partido Unió Mallorquina, presidenta del Parlamento de las Islas Baleares entre 2007 y 2010, y presidenta del Consejo Insular de Mallorca entre 1995 y 2007. En febrero del 2010 se apartó de la política tras verse envuelta en diversos casos de corrupción.

## Biografía
Se doctoró en derecho en la Universidad de las Islas Baleares. Durante la transición, tras afiliarse a UCD, se presentó a la alcaldía de Costich (Mallorca) en las elecciones municipales de 1979, que ganó, ocupando durante 28 años (1979-2007) este cargo. Maria Antònia era una de las personas de confianza del líder de UCD en Baleares, Jeroni Albertí por lo que, tras la desaparición del partido, en 1982, y junto a otros miembros destacados del mismo, fundaron uno nuevo regionalista y de centro-derecha: Unió Mallorquina. Como destacado miembro de este partido consiguió, además de mantener la alcaldía de Costich, ser nombrada consejera de Educación y Cultura en el gobierno popular de Gabriel Cañellas entre 1990 y su destitución el 11 de septiembre de 1992.

## Presidenta de la Comisión de Cultura del Consejo Insular de Mallorca
Durante los años 1983 a 1987 Maria Antònia Munar presidió la Comisión de Cultura del Consejo Insular de Mallorca. En este periodo se llevaron a cabo campañas a favor de la lengua catalana como, por ejemplo, la Aprobación de la campaña de normalización lingüística de la Comisión de Cultura del CIM, el patrocinio de las páginas en catalán para escolares en la prensa, la subvención de los cursos de catalán ECCA en la radio, la publicación de la encuesta de sociolingüística encargada en la UIB, la subvención al doblaje al catalán de la película Bearn y la Edición de la Biblioteca Básica de Mallorca.
En materia de Cultura y Patrimonio, se emprendió la reforma y nuevo edificio del Archiu General del Regne de Mallorca, la creación de la Biblioteca y Centro Coordinador de Bibliotecas del Consejo Insular de Mallorca, el aumento de fondos en la Biblioteca Artesana, la subvención del 40% en la creación de Casals de Cultura en 25 municipios, la publicación de la monografía sobre Juli Ramis, de Bruno Martínez, y "Miró y Mallorca", de Pere Serra, la ayuda a la adquisición de medios para grupos de teatro locales y la restauración de órganos históricos en distintos municipios.
También se llevó adelante la declaración de monumentos histórico-artísticos y restauración de monumentos, subvenciones a escuelas de baile mallorquín, recuperación de fiestas tradicionales y subvención a encuentros sobre tradiciones, la programación de teatro y I Muestra de Pintura y Escultura para la gente mayor, los encuentros de Bandas de Música, conciertos de la Orquestra Ciutat de Palma en 15 municipios, conciertos pedagógicos, actuaciones de corales y recitales de música popular en pueblos de toda Mallorca, la contratación de profesores de música en 26 municipios, las exposiciones: "Crónicas de juventud" y las de la Capilla de la Misericordia y la edición del informe sobre el papel de la mujer mallorquina, de Gina Garcias (1987).

## Consejera de Cultura del Gobierno Balear (1987-1992)
En 1987 Gabriel Cañellas (AP) nombró Maria Antònia Munar consejera de Cultura del Govern de las Islas Baleares hasta la salida de UM del Govern en 1992.
En el frente de la consejería se llevaron a cabo políticas a favor de la lengua catalana, como la reclamación de competencias de Enseñanza (1987), la Creación de la Junta Evaluadora de Català, de la Dirección General de Educación y de la Comisión de la Campaña de Normalización Lingüística, la firma de convenios con la Prensa Forana de Mallorca y con el Instituto Goethe de Alemania, el otorgamiento de ayudas a la creación literaria. Se firmaron convenios con PIMEM para la subvención a la rotulación de comercios y con la UIB para los cursos de reciclaje de catalán, se elaboró el Plan de alfabetización y educación de adultos en municipios y el Decreto de normalización de toponimia de los pueblos de Mallorca, se concedieron becas para aprender inglés en Londres para los estudiantes de BUP que aprobasen catalán, se otorgaron ayudas a la recepción de TV3, se creó la Semana del libro en catalán, se instauraron los Premios Francesc de Borja Moll de la Dirección General de Educación en la tarea en favor del catalán, se patrocinó la Gran Enciclopedia de Mallorca y se publicó abundante material didáctico.
Otras acciones en la materia fueron la recuperación del patronato "Ramon Llull" con Cataluña y Valencia, la edición y distribución en vídeo de la película "Sa Fosca", la subvención al disco "Bon viatge faci la cadernera" de Maria del Mar Bonet y Gabriel Janer Manila, la dotación de programas informáticos de gestión a los ayuntamientos, el convenio con la UIB para la edición de una biblioteca de divulgación científica en catalán y la promoción de Tirante el Blanco, y el convenio con el Ministerio de Justicia para el uso del catalán en los juzgados: Clases gratuitas de catalán y rotulación bilingüe.
Dentro del programa de normalización lingüística se hizo un reciclaje para los funcionarios, reedición y divulgación del vocabulario 'Brull' y el diccionario 'Caña', la edición de un folleto informativo sobre la LNL, carteles con vocabularios sectoriales, estudio de la toponimia de las islas, estudio de dialectología, material didáctico para la enseñanza del catalán, formularios administrativos para los ayuntamientos. Convenios con Telefónica, Gesa, etc., para campañas publicitarias de promoción y fomento del catalán. Convenios para el fomento y difusión del catalán con empresas que inviertan en publicidad, con Sa Nostra y Banca Regional, sector turístico, medios de comunicación, PIMEM y CAEB, asociaciones y sindicatos. Asistencia a las ferias Expolangue y Expolingua.
En cuando a la promoción de la mujer, se creó la Comisión Interdepartamental de promoción de la mujer (1990), el Plan de Igualdad para la Mujer (1990), se impulsó el centro de mujeres maltratadas (1992), se instauró el Gran Premio Consejería de Cultura, Educación y Deportes de Trote para damas y el Concurso "Anunciar en la igualdad", premio a la publicidad igualitaria.

## Presidenta del Consejo Insular de Mallorca
Desde 1995 es la presidenta del Consejo Insular de Mallorca gracias a sucesivos pactos con partidos de diferente color político (con la coalición Pacto de Progreso (PSIB-PSOE, PSM y EU) en 1995 y 1999, y con el PP en 2003). Tras el congreso de UM de 1990, Maria Antònia Munar sucedió a Jeroni Albertí en la presidencia del partido, cargo que ocupó hasta 2007, cuando asume la presidencia del Parlamento de las Islas Baleares.
Los años 1995 y 1999, sólo con dos y tres diputados de forma respectiva, fue elegida presidenta del Consejo Insular de Mallorca gracias al apoyo de los partidos de izquierda. Revalidó el cargo en 2003 en virtud de un pacto con el Partido Popular de Baleares, que había obtenido mayoría absoluta en el Parlamento de las Islas Baleares. La base de estos pactos fue la reivindicación del Consejo Insular de Mallorca como un espacio político propio.
Durante su etapa como presidenta del Consejo Insular de Mallorca se realizaron importantes obras, como el llamado Parque de Tecnologías Ambientales, la Rehabilitación del Teatre Principal de Palma, la mejora de toda la red viaria de Mallorca (revalorizando parcialmente sus elementos patrimoniales) y el Desdoblamiento de la carretera Palma-Manacor, la compra e inicio de la rehabilitación de la finca de Raixa, la creación del Museo del Deporte, la mejora de los refugios de montaña, la rehabilitación de las casas del Pare Ginard y la casa-museo Llorenç Villalonga.
También destacan acciones en materia identitaria como, por ejemplo, la declaración de La Balanguera como himno de Mallorca, la proclamación de la Diada de Mallorca, la instauración de los Premis Mallorca de creació literària, la revalorización de la Bandera de Mallorca, el apoyo a ferias temáticas, la creación de la Dirección General de Política Lingüística, la declaración de la Sibila como Bien de Interés Cultural Inmaterial, etc.
En materia político-legislativa, destacan la aprobación del Pla Territorial de Mallorca, la iniciativa de la Ley de Consejos Insulares y la instauración de los debates de política general.
Apoyó a colectivos específicos como discapacitados, deportistas, personas mayores, mundo del trote y cazadores.

## Presidenta del Parlamento de las Islas Baleares
En las elecciones autonómicas de 2007, donde ningún partido alcanzó la mayoría absoluta, UM mantuvo negociaciones con Jaume Matas y con Antich, para la formación del nuevo gobierno. Finalmente decidió apoyar el segundo, formándose así un gobierno de centro-izquierda formado por PSIB, Bloc per Mallorca y UM. En virtud de este acuerdo, Munar fue nombrada presidenta del Parlamento el día 26 de junio. Dentro de los acuerdos de gobernabilidad, UM no había solicitado la presidencia de ninguna institución.

## Presidenta de UM
Maria Antònia Munar participó en la fundación del partido político Unió Mallorquina (1983) de la mano de Jeroni Albertí Picornell. Sucedió a Antoni Pons en la presidencia de UM en el año 1992. Lideró el proceso de fusión con Unió de Independientes de Mallorca y Convergencia Balear en 1993.
Con ella se estableció la ideología del partido en el centrismo, liberalismo y nacionalismo, y se consiguió su entrada como miembro de pleno derecho en la Internacional Liberal y en el Partido Europeo Liberal Demócrata Reformista (ALDE).
En el año 2004 anunció su retirada, que se concretó en diciembre de 2007 cuando Miquel Nadal Buades fue elegido presidente.
Los otros presidentes de UM fueron Miquel Àngel Flaquer (2009), Joan Monjo de manera interina (2009-2010) y Josep Melià Ques (2010-2011).

## Dimisión
En 2004, por problemas políticos y de salud, Maria Antònia Munar anunció a UM, a los consejeros del Consejo de Mallorca y al Ayuntamiento de Costich que no sería candidata en las próximas elecciones. Así sucedió en la presidencia del partido y en el ayuntamiento. No obstante, volvió ser la candidata a las elecciones autonómicas de 2007.
El 10 de noviembre de 2007, en la celebración del 25 aniversario de UM, Munar confirmó a los asistentes que no se presentaría a la reelección como presidenta del partido en el próximo congreso. Un mes después, el día 15 de diciembre de 2007, se celebró el 10.º Congreso de UM en el que Miquel Nadal y Buades fue elegido cuarto presidente con una ejecutiva y un consejo político fuertemente divididos por distintas tendencias.
La presidenta del Parlamento Balear dimitió el 26 de febrero de 2010 a causa de las acusaciones de su sucesor Miquel Nadal sobre sus irregularidades con la compra de la productora Video U. Concretamente, el señor Nadal la acusó de entregarle en mano 300.000 € en efectivo, en una "reunión" dentro del coche oficial de la expresidenta del Parlamento Balear.

## Imputaciones por casos de corrupción
Maria Antònia Munar se ha visto involucrada en diversos casos de corrupción, que también afectan a gran parte de los altos cargos de UM, como a su sucesor Miquel Nadal.

### Caso Son Oms
En diciembre de 2009 el titular del Juzgado de Instrucción número dos de Palma acordó la imputación de Munar por su participación en el caso Son Oms, relacionado con operaciones urbanísticas irregulares en el polígono palmesano del mismo nombre en la década de los noventa. Munar es imputada por pagar con fondos públicos a los testaferros que cobraron parte de las comisiones del 15% por la recalificación del polígono industrial que ella misma aprobó, y por el que varios miembros de su partido cobraron en especie más de 50.000 metros cuadrados urbanizables. Munar articuló desde el departamento de Presidencia contratos y subvenciones irregulares por importe de al menos 5,5 millones de euros, que adoptaban en algunas ocasiones la forma de programas fantasma para la radio y la televisión pública que ella misma puso en marcha: Ona Mallorca y Televisión Mallorca. Maria Antònia Munar no está imputada en este caso.

### Caso Can Domenge
En marzo de 2011, la Fiscalía Anticorrupción reclama seis años de prisión para Munar, así como para el exvicepresidente insular Miquel Nadal y los ex consejeros de Territorio, Bartomeu Vicens, y de Hacienda, Miquel Àngel Flaquer, en el marco del caso Can Domenge. Los exdirigentes de Unió Mallorquina son acusados por los delitos de fraude a la administración, revelación de secretos y prevaricación.  El 23 de julio de 2013, el tribunal de la Sección Segunda de la Audiencia Provincial de Palma declara a la exdirigente de UM culpable de los delitos de fraude a la Administración y revelación de secretos, condenándola a seis años de prisión, tal y como había pedido la fiscalía.
El Tribunal Supremo ha confirmado la condena por sentencia de fecha 8-5-2014.
Finalmente, el 21 de octubre de 2016 es condenada a 3 años de prisión, pagar una multa de 6 millones de euros y queda inhabilitada para ejercer cargo público durante 8 años.

### Caso Maquillaje
En octubre de 2010, el juez instructor del 'caso Maquillaje' decretó la apertura de juicio oral contra Munar, el exvicepresidente del Consejo Insular de Mallorca Miquel Nadal y otras ocho personas más, por una pieza separada de la causa, vinculada a las subvenciones supuestamente delictivas a diversas empresas audiovisuales, entre ellas Vídeo U y Studio Media, y programas radiofónicos por un importe de 240.000 euros.
El 16 de julio de 2012 la Sección Segunda de la Audiencia Provincial de Palma condena a Munar a cinco años y medio de prisión, por los delitos de malversación continuada, prevaricación, fraude a la administración y falsedad en documento oficial, en el marco del 'caso Maquillaje'. El tribunal Supremo confirmó la condena por sentencia de fecha 26 de septiembre de 2013.
| Predecesor: Miquel Parets         | Alcaldesa de Costich 1979-1999                                                | Sucesor: Antoni Salas i Roca      |
| Predecesor: Jeroní Albertí        | Presidenta de Unió Mallorquina 1990-2007                                      | Sucesor: Miquel Nadal             |
| Predecesor: Francesc Gilet        | Consejera de Educación y Cultura del Gobierno de las Islas Baleares 1990-1992 | Sucesor: Alexandre Forcades       |
| Predecesor: Joan Verger Pocoví    | Presidenta del Consejo Insular de Mallorca 1995-2007                          | Sucesor: Francina Armengol Socias |
| Predecesor: Pere Rotger i Llabrés | Presidenta del Parlamento de las Islas Baleares 2007-2010                     | Sucesor: Aina Rado Ferrando       |